# Liste der Bodendenkmale in Kükels
In der Liste der Bodendenkmale in Kükels sind die Bodendenkmale der Gemeinde Kükels nach dem Stand der Bodendenkmalliste des Archäologischen Landesamts Schleswig-Holstein von 2016 aufgelistet. Die Baudenkmale sind in der Liste der Kulturdenkmale in Kükels aufgeführt.
| Denkmal-ID           | Befundart           | Bezeichnung                               | Zeitstellung                 | Lage | Bemerkungen | Bild |
| -------------------- | ------------------- | ----------------------------------------- | ---------------------------- | ---- | ----------- | ---- |
| aKD-ALSH-Nr. 004 410 | Befestigung > Burg  | Burg/Motte/Ringwall/Turmhügel „Oldesburg“ | Mittelalter                  |      |             |      |
| aKD-ALSH-Nr. 004 411 | Grabmal > Grabhügel | Grabhügel                                 | Vor- und/oder Frühgeschichte |      |             |      |
| aKD-ALSH-Nr. 004 412 | Grabmal > Grabhügel | Grabhügel                                 | Vor- und/oder Frühgeschichte |      |             |      |
| aKD-ALSH-Nr. 004 413 | Grabmal > Grabhügel | Grabhügel                                 | Vor- und/oder Frühgeschichte |      |             |      |